# Franz Fabian (Schriftsteller)
Franz Fabian (* 17. Februar 1922 in Arnswalde/Neumark; † 19. März 2010 in Potsdam; eigentlich Franz Mielke) war ein deutscher Schriftsteller, Herausgeber und Maler.

## Leben
Er studierte in Berlin Malerei und Kunstgeschichte und wurde 1941 Soldat. In einem Kriegsgerichtsverfahren wurde er zu 18 Monaten Gefängnis verurteilt, nach dem Krieg war er von 1945 bis 1947 in britischer Kriegsgefangenschaft in Ägypten. Nach Berlin zurückgekehrt, begann er zu schreiben und zog 1958 nach Potsdam. Dort leitete er ab 1959 einen Zirkel schreibender Arbeiter. Ab 1964 war er wissenschaftlicher Mitarbeiter der Deutschen Hochschule für Filmkunst. Er veröffentlichte Bücher über die Mark Brandenburg und das Havelland, Biographien historischer Persönlichkeiten, Romane und Erzählungen und war Herausgeber zahlreicher Anthologien und von Werken der Weltliteratur, Übersetzer und Essayist. Sein besonderes Interessensgebiet war die brandenburgisch-preußische Geschichte.

## Werkauswahl
- Der Rat der Götter. Nacherzählt nach dem gleichnamigen Film, 1950
- Feder und Degen. Carl von Clausewitz und seine Zeit, 1954
- Im Lande des Marabu, 1956
- Heute noch wirst du sterben, 1959
- Potsdam. Gesicht und Geschichte einer Stadt, 1966
- Land an der Havel. VEB F.A.Brockhaus Verlag, Leipzig 1972
- Solange mein Herz schlägt, 1979
- Herausgeber: Aber der Wagen der rollt...Potsdamer erinnern sich, 1995, Stapp Verlag Wolfgang Stapp, ISBN 3-87776-375-8.
- Zwei Philosophen in Sanssouci – Friedrich der Große und Voltaire, 1994
- Die Schlacht von Monmouth – Friedrich Wilhelm von Steuben in Amerika Deutscher Militärverlag, Berlin 1961
- Ergänzung dazu: Steuben. Ein Preuße in Amerika. Berlin 1996